# Bun Bun
Bun Bun (ほえろブンブン, Hoero Bun Bun) è un anime realizzato nel 1980 da TV Tokyo, ed andato in onda per 39 episodi. L'anime è stato trasmesso in Italia per la prima volta da Italia 1 a partire dal febbraio 1984, accompagnato dalla sigla italiana dal titolo Bum Bum interpretata da Cristina D'Avena. Negli anni successivi è stato replicato da varie reti locali, sulle quali viene periodicamente riproposto.

## Trama
Il cucciolo Bun Bun, un cane di razza dogo argentino, per una serie di eventi finisce per separarsi dalla mamma Mary.
Il cagnolino comincia la sua avventura per ritrovare la madre, aiutato da due cani randagi, Nora, un anziano schnauzer e Ponta, un cane da caccia fifone. Tuttavia sulle tracce di Bun Bun, a sua volta, si è messo un allevatore di cani da combattimento, che vorrebbe crescere il cucciolo nella propria scuderia.

## Personaggi
Bun Bun
Doppiato da: Minori Matsushima (ed. giapponese), Susanna Fassetta (ed. italiana)
Zio Nora
Doppiato da: Masaaki Maeda (ed. giapponese), Elio Marconato (ed. italiana)
Charlie
Doppiato da: Christian Fassetta (ed. italiana)
Zio Ponta
Doppiato da: Kimotsuki Kenta (ed. giapponese), Franco Latini (ed. italiana)
Padron Scott
Doppiato da: Franco Latini (ed. italiana)
Signora Scott
Doppiata da: Giovanna Avena (ed. italiana)

## Episodi
| Nº | Titolo italiano Giapponese 「Kanji」 - Rōmaji                                                                      | In onda          | In onda          |
| Nº | Titolo italiano Giapponese 「Kanji」 - Rōmaji                                                                      | Giapponese       | Italiano         |
| 1  | Abbandonato sul fiume 「母を探して…川を流されてきた子犬」 - haha wo sagashi te... kawa wo nagasa retekita koinu    | 9 ottobre 1980   | 5 febbraio 1985  |
| 2  | Il codice del cane randagio 「母を探して…ノラ犬の掟」 - haha wo sagashi te... nora inu no okite                    | 16 ottobre 1980  | 12 febbraio 1985 |
| 3  | Una carriera faticosa 「母を探して…ぼくノラ犬になるんだ」 - haha wo sagashi te... boku nora inu ninarunda          | 23 ottobre 1980  | 19 febbraio 1985 |
| 4  | Il primo viaggio 「ブンブン旅に出る」 - bunbun tabi ni deru                                                        | 30 ottobre 1980  | 26 febbraio 1985 |
| 5  | Il cane da combattimento 「闘犬ラッキーの友情」 - tōken rakki no yūjō                                              | 6 novembre 1980  | 5 marzo 1985     |
| 6  | Il primo amore 「母を探して…ブンブンの初恋」 - haha wo sagashi te... bunbun no hatsukoi                            | 13 novembre 1980 |                  |
| 7  | Vita da artista 「母を探して…ブンブン危機一髪」 - haha wo sagashi te... bunbun kikiippatsu                         | 20 novembre 1980 |                  |
| 8  | Una città abbandonata 「母を探して…ゴーストタウンの口笛」 - haha wo sagashi te... gosutotaun no kuchibue           | 27 novembre 1980 |                  |
| 9  | I cacciatori di randagi 「母を探して…犬のいない街」 - haha wo sagashi te... inu noinai machi                       | 4 dicembre 1980  |                  |
| 10 | Moda per cani 「母を探して…ハイヒールをはいたポンタ」 - haha wo sagashi te... haihiru wohaita ponta                | 11 dicembre 1980 |                  |
| 11 | Il circo 「母を探して…ブンブン・サーカスで闘う」 - haha wo sagashi te... bunbun. sakasu de tatakau                 | 18 dicembre 1980 |                  |
| 12 | La scuola di addestramento 「母を探して…ママは金網の中」 - haha wo sagashi te... mama ha kanaami no naka           | 25 dicembre 1980 |                  |
| 13 | Sulle tracce della mamma 「母を探して…ママの顔はどんな顔」 - haha wo sagashi te... mama no kao hadonna kao         | 8 gennaio 1981   |                  |
| 14 | Fuoco nella foresta 「母を探して…火をふく銃口」 - haha wo sagashi te... hi wofuku jūkō                             | 15 gennaio 1981  |                  |
| 15 | La prova del deserto 「母を探して…砂漠で生きろ」 - haha wo sagashi te... sabaku de iki ro                          | 22 gennaio 1981  |                  |
| 16 | Contro tutte le avversità 「母を探して…嵐に負けるな」 - haha wo sagashi te... arashi ni make runa                  | 29 gennaio 1981  |                  |
| 17 | Un castello per randagi 「母を探して…のら犬の城」 - haha wo sagashi te... nora inu no shiro                        | 5 febbraio 1981  |                  |
| 18 | Aiuto!! 「母を探して…嵐に走れSOS」 - haha wo sagashi te... arashi ni hashire SOS                                   | 12 febbraio 1981 |                  |
| 19 | Lilly 「母を探して…死神のいる町」 - haha wo sagashi te... shinigami noiru machi                                    | 19 febbraio 1981 |                  |
| 20 | Incendio nella foresta 「母を探して…炎の森の奇跡」 - haha wo sagashi te... honoo no mori no kiseki                 | 26 febbraio 1981 |                  |
| 21 | La trappola 「母を探して…闘犬師のワナ」 - haha wo sagashi te... tōken shi no wana                                  | 5 marzo 1981     |                  |
| 22 | La mamma è più vicina 「母を探して…めざせママのいる町」 - haha wo sagashi te... mezase mama noiru machi            | 12 marzo 1981    |                  |
| 23 | Dove combattono i cani 「母を探して…乱闘・闘犬場」 - haha wo sagashi te... rantō. tōken ba                         | 19 marzo 1981    |                  |
| 24 | La voce del cuore 「母を探して…あれがママの声」 - haha wo sagashi te... arega mama no koe                          | 26 marzo 1981    |                  |
| 25 | Corri verso il fucile 「母を探して…ライフルに向かって走れ」 - haha wo sagashi te... raifuru ni muka tte hashire    | 9 aprile 1981    |                  |
| 26 | Un incontro casuale 「母を探して…めぐり逢う日」 - haha wo sagashi te... meguri au nichi                            | 9 aprile 1981    |                  |
| 27 | Ricominciare 「母を探して…新しい旅立ち」 - haha wo sagashi te... atarashi i tabidachi                              | 16 aprile 1981   |                  |
| 28 | L'arca 「母を探して…ママの箱舟」 - haha wo sagashi te... mama no hakobune                                          | 23 aprile 1981   |                  |
| 29 | La grande fuga 「母を探して…ワンワン大脱走」 - haha wo sagashi te... wanwan daidassō                               | 30 aprile 1981   |                  |
| 30 | I cinque cuccioli 「母を探して…5匹の子犬」 - haha wo sagashi te... 5 hiki no koinu                                 | 7 maggio 1981    |                  |
| 31 | Duello nella prateria 「母を探して…草原の対決」 - haha wo sagashi te... sōgen no taiketsu                          | 14 maggio 1981   |                  |
| 32 | Il lupo scomparso 「母を探して…消えた猛獣」 - haha wo sagashi te... kie ta mōjū                                    | 21 maggio 1981   |                  |
| 33 | La grotta incantata 「母を探して…死神の洞窟」 - haha wo sagashi te... shinigami no dōkutsu                         | 28 maggio 1981   |                  |
| 34 | Duello nell'arena 「母を探して…闘牛場の決闘」 - haha wo sagashi te... tōgyū ba no kettō                            | 4 giugno 1981    |                  |
| 35 | Amicizia 「母を探して…のら犬の友情」 - haha wo sagashi te... nora inu no yūjō                                      | 11 giugno 1981   |                  |
| 36 | Qualcuno chiama 「母を探して…ママが呼んでいる」 - haha wo sagashi te... mama ga yon deiru                          | 18 giugno 1981   |                  |
| 37 | Abbandonato 「母を探して…大空へ消えたママ」 - haha wo sagashi te... oozora he kie ta mama                          | 25 giugno 1981   |                  |
| 38 | Spari nella città 「母を探して…銃撃戦の街」 - haha wo sagashi te... jūgeki sen no machi                            | 2 luglio 1981    |                  |
| 39 | Non andartene di nuovo 「母を探して…ママもうどこにも行かないで」 - haha wo sagashi te... mama mōdokonimo ika naide | 9 luglio 1981    |                  |